# Volvo S60
 Denne artikel omhandler en bilmodel. For andre betydninger af ordet S60, se S60.
Volvo S60 er en stor mellemklassebil fra den svenske bilfabrikant Volvo Cars, som har været på markedet siden 2000.

## S60 (P2, 2000−2009)
Volvo S60, som kun findes som firedørs sedan, blev introduceret i november 2000 som efterfølger for den i foråret 2000 udgåede S70. Ligesom den i foråret 2000 introducerede stationcar V70, XC70, S80 og XC90 var bilen bygget på P2-platformen.
Modellerne S60 og V70 havde (frem til modelskiftet af V70 i sommeren 2007) samme frontparti og samme interiør. I modsætning til den i efteråret 1998 introducerede S80 var karrosseriet på S60 coupélignende og sportsligere designet, hvilket skulle tiltale en yngre køberkreds.
- Bagfra

Motorprogrammet bestod udelukkende af femcylindrede rækkemotorer, benzinmotorer med og uden turbolader samt dieselmotorer. Derudover fandtes der en BiFuel-model, som kunne køres på såvel naturgas som benzin. Motoreffekten gik fra 96 kW (130 hk) i 2,4D til 221 kW (300 hk) i R. Visse versioner fandtes også med firehjulstræk.

### Facelift
I april 2004 fik S60 et facelift, som udelukkende medførte detailændringer.
Udenpå fik alle versioner det forlængede frontparti fra S60 R og de nye udstyrsvarianter Kinetic, Momentum og Summum med mere lak eller krom alt efter version. Til kabinen kom der nye lædervarianter (Souvereign Hide) samt muligheden for at individualisere bilen yderligere med Volvo Inscription Program.
På motorsiden fik den femcylindrede T5-model 7 kW (10 hk) mere, så den nu ydede 191 kW (260 hk). I sommeren 2005 blev dieselmotorerne modificeret, så de fik større drejningsmoment og blev forsynet med partikelfilter. Også effekten ændrede sig, så D5 fik sin effekt øget til 136 kW (185 hk) mod før 120 kW (163 hk), mens 2,4D blev neddroslet fra 96 kW (130 hk) til 93 kW (126 hk).
- Volvo S60 (2004–2009)
- Bagfra

I januar 2009 udgik S60 af produktion. Efterfølgeren med samme modelbetegnelse blev introduceret på Geneve Motor Show i marts 2010, og kom ud til forhandlerne i september 2010.

### S60 R
S60 fandtes fra foråret 2003 også i en særligt sportslig udgave, kaldet R. R'et står for "refined" (forfinet, modificeret). Denne version var udstyret med en let modificeret frontparti med en fladere kølergrill samt fra standardmodellen afvigende tågeforlygter, i krom monterede bixenonforlygter samt femegede fælge med R-emblem.
S60 R's interiør omfattede kongeblå instrumenter, et delvist med ægte læder overtrukket instrumentbræt med specielle læder- og farvevarianter samt sportsrat.
Forsynet med Brembo-bremser, den aktive FourC-undervogn og Haldex-firehjulstræk ydede den benyttede 2,5-liters femcylindrede rækkemotor ved hjælp af turbolader, to intercoolere og variabel ventilstyring 221 kW (300 hk) og havde et maksimalt drejningsmoment på 400 Nm.
I midten af 2007 blev produktionen af S60 R indstillet.
- Volvo S60 R (2003–2007)
- Bagfra

### Sikkerhed
Modellen blev i 2001 kollisionstestet af Euro NCAP med et resultat på fire stjerner ud af fem mulige.
Det svenske forsikringsselskab Folksam vurderer flere forskellige bilmodeller ud fra oplysninger fra virkelige ulykker, hvorved risikoen for død eller invaliditet i tilfælde af en ulykke måles. I rapporterne er/var S60 i årgangene 2000/2001 til 2009 klassificeret som følger:
- 2003: Mindst 30% bedre end middelbilen[5]
- 2005: Mindst 30% bedre end middelbilen[6]
- 2007: Mindst 20% bedre end middelbilen[7]
- 2009: Mindst 30% bedre end middelbilen[8]
- 2011: Mindst 30% bedre end middelbilen[9]
- 2013: Mindst 40% bedre end middelbilen[10]

### Tekniske data

#### Benzinmotorer
|                                                | 2.0T                             | 2.4                             | 2.4                             | 2.4T                                                         | 2.5T                                                        | T5                               | T5                              | R                                     |
| Byggeperiode                                   | 9/2001−1/2009                    | 11/2000−1/2009                  | 11/2000−1/2009                  | 11/2000−3/2003                                               | 4/2003−1/2009                                               | 11/2000−3/2004                   | 4/2004−1/2009                   | 3/2003−6/2007                         |
| Motordata                                      |                                  |                                 |                                 |                                                              |                                                             |                                  |                                 |                                       |
| Motorkode                                      | B5204T5                          | B5244S2                         | B5244S                          | B5244T3                                                      | B5254T2/3                                                   | B5234T3                          | B5244T5                         | B5254T4/5                             |
| Motortype                                      | R5-benzinmotor                   | R5-benzinmotor                  | R5-benzinmotor                  | R5-benzinmotor                                               | R5-benzinmotor                                              | R5-benzinmotor                   | R5-benzinmotor                  | R5-benzinmotor                        |
| Antal ventiler pr. cylinder                    | 4                                | 4                               | 4                               | 4                                                            | 4                                                           | 4                                | 4                               | 4                                     |
| Ventilstyring                                  | DOHC, tandrem                    | DOHC, tandrem                   | DOHC, tandrem                   | DOHC, tandrem                                                | DOHC, tandrem                                               | DOHC, tandrem                    | DOHC, tandrem                   | DOHC, tandrem                         |
| Fødesystem                                     | Multipoint                       | Multipoint                      | Multipoint                      | Multipoint                                                   | Multipoint                                                  | Multipoint                       | Multipoint                      | Multipoint                            |
| Trykladning                                    | Turbolader                       | –                               | –                               | Turbolader                                                   | Turbolader                                                  | Turbolader, ladeluftkøler        | Turbolader, ladeluftkøler       | Turbolader, ladeluftkøler             |
| Køling                                         | Vandkøling                       | Vandkøling                      | Vandkøling                      | Vandkøling                                                   | Vandkøling                                                  | Vandkøling                       | Vandkøling                      | Vandkøling                            |
| Boring × slaglængde                            | 81,0 × 77,0 mm                   | 83,0 × 90,0 mm                  | 83,0 × 90,0 mm                  | 83,0 × 90,0 mm                                               | 83,0 × 93,2 mm                                              | 81,0 × 90,0 mm                   | 81,0 × 93,0 mm                  | 83,0 × 93,2 mm                        |
| Slagvolume                                     | 1984 cm³                         | 2435 cm³                        | 2435 cm³                        | 2435 cm³                                                     | 2521 cm³                                                    | 2319 cm³                         | 2401 cm³                        | 2521 cm³                              |
| Kompressionsforhold                            | 8,5:1                            | 10,3:1                          | 10,3:1                          | 9,1:1                                                        | 9,0:1                                                       | 8,5:1                            | 8,5:1                           | 8,5:1                                 |
| Maks. effekt ved omdr./min.                    | 132 kW (180 hk) 5300             | 103 kW (140 hk) 4500            | 125 kW (170 hk) 5900            | 147 kW (200 hk) 6000                                         | 154 kW (210 hk) 5000                                        | 184 kW (250 hk) 5200             | 191 kW (260 hk) 5500            | 220 kW (300 hk) 5500                  |
| Maks. drejningsmoment ved omdr./min.           | 240 Nm 2200−5000                 | 220 Nm 3750                     | 230 Nm 4500                     | 285 Nm 1800                                                  | 320 Nm 1500−4500                                            | 330 Nm 2400−5200                 | 350 Nm 2100−5000                | 400 Nm 1950−52501                     |
| Kraftoverførsel                                |                                  |                                 |                                 |                                                              |                                                             |                                  |                                 |                                       |
| Drivende hjul (standardudstyr)                 | Forhjul                          | Forhjul                         | Forhjul                         | Forhjul                                                      | Forhjul                                                     | Forhjul                          | Forhjul                         | Alle                                  |
| Drivende hjul (ekstraudstyr)                   | –                                | –                               | –                               | Alle                                                         | Alle                                                        | –                                | –                               | –                                     |
| Gearkasse (standardudstyr)                     | 5-trins manuel                   | 5-trins manuel                  | 5-trins manuel                  | 5-trins manuel                                               | 5-trins manuel                                              | 5-trins manuel                   | 5-trins manuel                  | 6-trins manuel                        |
| Gearkasse (ekstraudstyr)                       | 5-trins automatisk               | 5-trins automatisk              | 5-trins automatisk              | 5-trins automatisk                                           | 5-trins automatisk                                          | 5-trins automatisk               | 5-trins automatisk              | 5-trins automatisk                    |
| Præstationer2                                  |                                  |                                 |                                 |                                                              |                                                             |                                  |                                 |                                       |
| Topfart                                        | 225 km/t (215 km/t)              | 210 km/t (205 km/t)             | 225 km/t (215 km/t)             | 230 km/t (225 km/t) [220 km/t] [(215 km/t)]                  | 230 km/t (225 km/t) [225 km/t] ((220 km/t)]                 | 250 km/t (245 km/t)              | 250 km/t                        | 250 km/t                              |
| Acceleration 0-100 km/t                        | 8,8 sek. (9,5 sek.)              | 10,2 sek. (11,1 sek.)           | 8,7 sek. (9,6 sek.)             | 7,6 sek. (8,0 sek.) [8,1 sek.] [(8,5 sek.)]                  | 7,6 sek. (8,0 sek.) [7,3 sek.] [(7,7 sek.)]                 | 6,8 sek. (7,1 sek.)              | 6,5 sek. (6,9 sek.)             | [5,7 sek.] [(7,5 sek.)]               |
| Brændstofforbrug pr. 100 km ved blandet kørsel | 9,2 liter (10,1 liter) Blyfri 95 | 8,9 liter (9,6 liter) Blyfri 95 | 9,0 liter (9,6 liter) Blyfri 95 | 9,2 liter (10,0 liter) [10,0 liter] [(10,7 liter)] Blyfri 95 | 9,2 liter (10,0 liter) [9,8 liter] [(10,5 liter)] Blyfri 95 | 9,3 liter (10,3 liter) Blyfri 95 | 9,3 liter (9,8 liter) Blyfri 95 | [10,5 liter] [(10,9 liter)] Blyfri 98 |

Samtlige versioner med benzinmotor er E10-kompatible.

#### Dieselmotorer
|                                                | 2.4 D                        | 2.4 D                     | 2.4 D                        | D5                           | D5                           |
| Byggeperiode                                   | 12/2001−8/2005               | 9/2005−1/2009             | 9/2005−1/2009                | 7/2001−8/2005                | 9/2005−1/2009                |
| Motordata                                      |                              |                           |                              |                              |                              |
| Motorkode                                      | D5244T2                      | D5244T7                   | D5244T5                      | D5244T                       | D5244T4                      |
| Motortype                                      | R5-dieselmotor               | R5-dieselmotor            | R5-dieselmotor               | R5-dieselmotor               | R5-dieselmotor               |
| Antal ventiler pr. cylinder                    | 4                            | 4                         | 4                            | 4                            | 4                            |
| Ventilstyring                                  | DOHC, tandrem                | DOHC, tandrem             | DOHC, tandrem                | DOHC, tandrem                | DOHC, tandrem                |
| Fødesystem                                     | Commonrail                   | Commonrail                | Commonrail                   | Commonrail                   | Commonrail                   |
| Trykladning                                    | Turbolader, ladeluftkøler    | Turbolader, ladeluftkøler | Turbolader, ladeluftkøler    | Turbolader, ladeluftkøler    | Turbolader, ladeluftkøler    |
| Køling                                         | Vandkøling                   | Vandkøling                | Vandkøling                   | Vandkøling                   | Vandkøling                   |
| Boring × slaglængde                            | 81,0 × 93,0 mm               | 81,0 × 93,0 mm            | 81,0 × 93,0 mm               | 81,0 × 93,0 mm               | 81,0 × 93,0 mm               |
| Slagvolume                                     | 2401 cm³                     | 2401 cm³                  | 2401 cm³                     | 2401 cm³                     | 2401 cm³                     |
| Kompressionsforhold                            | 18,0:1                       | 18,0:1                    | 18,0:1                       | 18,0:1                       | 17,3:1                       |
| Maks. effekt ved omdr./min.                    | 96 kW (130 hk) 4000          | 92 kW (125 hk)1 4000      | 120 kW (163 hk) 4000         | 120 kW (163 hk) 4000         | 136 kW (185 hk) 4000         |
| Maks. drejningsmoment ved omdr./min.           | 280 Nm 1750−2250             | 300 Nm 1750−2250          | 340 Nm 1750−2750             | 340 Nm 1750−2750             | 400 Nm 2000−2750             |
| Kraftoverførsel                                |                              |                           |                              |                              |                              |
| Drivende hjul                                  | Forhjul                      | Forhjul                   | Forhjul                      | Forhjul                      | Forhjul                      |
| Gearkasse (standardudstyr)                     | 5-trins manuel               | 5-trins manuel            | 5-trins manuel               | 5-trins manuel               | 6-trins manuel               |
| Gearkasse (ekstraudstyr)                       | 5-trins automatisk           | –                         | 5-trins automatisk           | 6-trins automatisk           | 6-trins automatisk           |
| Præstationer2                                  |                              |                           |                              |                              |                              |
| Topfart                                        | 200 km/t (195 km/t)          | 200 km/t                  | 210 km/t                     | 210 km/t                     | 230 km/t (225 km/t)          |
| Acceleration 0-100 km/t                        | 11,6 sek. (11,9 sek.)        | 11,6 sek.                 | 9,5 sek. (9,9 sek.)          | 9,2 sek. (9,7 sek.)          | 8,2 sek. (8,7 sek.)          |
| Brændstofforbrug pr. 100 km ved blandet kørsel | 6,5 liter (7,6 liter) Diesel | 6,4 liter Diesel          | 6,6 liter (7,5 liter) Diesel | 6,5 liter (7,6 liter) Diesel | 6,6 liter (7,5 liter) Diesel |

## S60 (P24, 2010−)
I foråret 2010 blev den anden modelgeneration af Volvo S60, som siden sommeren samme år er blevet bygget i den belgiske by Gent, præsenteret.
Den i Volvo XC60 introducerede sikkerhedspakke City Safety (med bl.a. automatisk nødbremsefunktion) findes også til S60. I forbindelse med det aktive hastigheds- og afstandsreguleringssystem kan det også genkende fodgængere.
På basis af S60 med samme motorprogram og udstyrsmuligheder har stationcarudgaven Volvo V60 været på markedet siden efteråret 2010.
I marts 2011 havde Volvo S60 D5 Summum den bedste varmeydelse af alle de testede dieselbiler i en varmetest foretaget af det tyske ADAC.

### Udstyrsvarianter
S60 II findes i fem forskellige udstyrsvarianter:
- Basis med bl.a. seks airbags, cd/mp3-anlæg, opvarmelige sidespejle, kørecomputer, ESP, el-ruder foran og bagi, automatisk klimaanlæg, City Safety-nødbremseassistent, delt bagsæde, start/stop-system (med undtagelse af T5 og T6) samt centrallåsesystem.
- Kinetic med bl.a. tozonet klimaautomatik, 16" alufælge (T6: 17") samt fartpilot.
- R-Design med bl.a. læderrat, 18" alufælge, sportsundervogn og -optik.
- Momentum med bl.a. indklappelige sidespejle, parkeringssensorer bagpå, regnsensor og USB-tilslutning.
- Summum med bl.a. bixenon-kurvelys, el-justerbart førersæde med memoryfunktion samt læderindtræk.

- Bagfra
- Volvo V60 (2010−2013)

### Facelift
I midten af 2013 gennemgik S60 et facelift, hvor forlygterne blev modificeret og nu er én enhed. Kromranden rundt om kølergrillen, som nu havde fire i stedet for tre lameller, bortfaldt.
Samtidig blev frontskørternes design ændret, så der nu er en klar optisk adskillelse mellem det nederste midterste og yderste luftindtag.
- Volvo S60 R-Design (2013−)
- Bagfra

### Sikkerhed
Det svenske forsikringsselskab Folksam vurderer flere forskellige bilmodeller ud fra oplysninger fra virkelige ulykker, hvorved risikoen for død eller invaliditet i tilfælde af en ulykke måles. I rapporterne er/var S60/V60 fra 2010 og frem klassificeret som følger:
- 2013: Mindst 40% bedre end middelbilen[10]

### Motorer
| Model         | Cylindre | Slagvolume cm³ | Max. effekt kW (hk) / omdr. | Max. drejningsmoment Nm / omdr. | Motorkode | 0-100 km/t sek. | Topfart km/t | Årgange           |
| ------------- | -------- | -------------- | --------------------------- | ------------------------------- | --------- | --------------- | ------------ | ----------------- |
| Benzinmotorer |          |                |                             |                                 |           |                 |              |                   |
| T3            | 4        | 1595           | 110 (150) / 5700            | 240 / 1600 − 4000               | B4164T3   | 9,5             | 210          | 11/2010 − 4/2015  |
| T3            | 4        | 1969           | 112 (152) / 5000            | 250 / 1300 − 40001              |           | 8,6             | 210          | 4/2015 −          |
| T4            | 4        | 1595           | 132 (180) / 5700            | 240 / 1600 − 5000               | B4164T    | 8,3             | 225          | 11/2010 − 4/2015  |
| T4            | 4        | 1969           | 140 (190) / 4700            | 300 / 1400 − 4000               |           | 7,2             | 230          | 4/2015 −          |
| 2.0T          | 4        | 1999           | 149 (203) / 6000            | 300 / 1750 − 4000               | B4204T6   | 7,7             | 235          | 4/2010 − 5/2011   |
| T5            | 4        | 1999           | 176 (240) / 5500            | 320 / 1800 − 5000               | B4204T7   | 7,3             | 230          | 11/2010 − 11/2013 |
| T5            | 4        | 1969           | 180 (245) / 5500            | 350 / 1500 − 4800               |           | 6,3             | 230          | 11/2013 −         |
| T6            | 4        | 1969           | 225 (306) / 5700            | 400 / 2100 − 4500               |           | 5,9             | 230          | 11/2013 −         |
| T6 AWD        | 6        | 2953           | 224 (304) / 5400            | 440 / 2100 − 4200               | B6304T4   | 6,1             | 250          | 4/2010 − 4/2014   |
| Dieselmotorer |          |                |                             |                                 |           |                 |              |                   |
| DRIVe/D22     | 4        | 1560           | 84 (114) / 3600             | 270 / 1750 − 2500               | D4162T    | 10,9            | 195          | 2/2011 − 4/2015   |
| D2            | 4        | 1969           | 88 (120) / 3750             | 280 / 1500 − 2250               |           | 11,2            | 195          | 4/2015 −          |
| D3            | 5        | 1984           | 100 (136) / 3500            | 350 / 1500 − 2250               |           | 10,2            | 205          | 5/2012 − 4/2015   |
| D3            | 4        | 1969           | 110 (150) / 3750            | 320 / 1750 − 3000               |           | 9,0             | 215          | 4/2015 −          |
| D3/D43        | 5        | 1984           | 120 (163) / 3000            | 400 / 1400 − 2750               | D5204T2   | 9,2             | 220          | 3/2010 − 4/2015   |
| D4            | 4        | 1969           | 133 (181) / 4250            | 400 / 1750 − 2500               | D4204T5   | 7,4             | 230          | 11/2013 − 4/2015  |
| D4            | 4        | 1969           | 140 (190) / 4250            | 400 / 1750 − 2500               |           | 7,6             | 230          | 4/2015 −          |
| D4 AWD        | 4        | 1969           | 140 (190) / 4000            | 420 / 1500 − 3000               |           | 8,8             | 230          | 4/2015 −          |
| D5            | 5        | 2400           | 151 (205) / 4000            | 420 / 1500 − 3250               | D5244T10  | 7,8             | 235          | 3/2010 − 5/2011   |
| D5            | 5        | 2400           | 158 (215) / 4000            | 420 / 1500 − 3250               |           | 7,4             | 235          | 5/2011 − 4/2015   |
| D5            | 4        | 1969           | 165 (225) / 4250            | 470 / 1750 − 2500               |           | 6,4             | 230          | 4/2015 −          |
| D5 AWD        | 5        | 2400           | 158 (215) / 4000            | 440 / 1500 − 3000               |           | 7,6             | 225          | 5/2011 − 4/2015   |